# بوبي أفيلا
بوبي أفيلا (بالإسبانية: Roberto Ávila) هو لاعب كرة قاعدة مكسيكي، ولد في 2 أبريل 1924 في مدينة فيراكروز في المكسيك، وتوفي بنفس المكان في 26 أكتوبر 2004 بسبب السكري.

## وصلات خارجية
- بوبي أفيلا على موقعبيزبول رفرنس.كوم (الدوري الرئيسي) (الإنجليزية)
- بوبي أفيلا على موقعبيزبول رفرنس.كوم (الدوري الثانوي) (الإنجليزية)
- بوبي أفيلا على موقع جمعية أبحاث البيسبول الأمريكية (الإنجليزية)